# White lady (cocktail)
White lady (còn được biết đến với cái tên Delilah, hay Chelsea Side-car) là một loại cocktail cổ điển được pha chế từ rượu gin, cointreau hoặc Triple Sec, cùng với nước chanh tươi và một cái lòng trắng trứng tùy ý. Loại đồ uống này thuộc dòng sidecar, được làm bằng gin thay cho brandy. Đôi khi thức uống cũng chứa những thành phần bổ sung, chẳng hạn như lòng trắng trứng, đường, kem hoặc creme de menthe.